# ISO/IEC 15504
ISO/IEC 15504 també coneguda com a SPICE (Software Process Improvement and Capability Determination) és un conjunt d'estàndards tècnics per al desenvolupament de programari d'ordinador. Va ser creat per les dues organitzacions International Organization for Standardization (ISO) i International Electrotechnical Commission (IEC). ISO/IEC 15504 va ser derivada de la normativa ISO/IEC 12207.

## Contingut
ISO/IEC 15504 defineix nou processos :
- 1.1 Procés prestacions.
- 2.1 Gestió de prestacions.
- 2.2 Gestió de producte.
- 3.1 Procés definició.
- 3.2 Procés desplegament.
- 4.1 Procés mesura.
- 4.2 Procés control.
- 5.1 Procés innovació.
- 5.2 Procés optimització.

ISO/IEC 15504 defineix un nivell de capacitats en la següent escala :
| Nivell | Nom                     |
| ------ | ----------------------- |
| 5      | Procés en optimització. |
| 4      | Procés predible.        |
| 3      | Procés d'establiment.   |
| 2      | Procés de gestió.       |
| 1      | Procés de prestacions.  |
| 0      | Procés incomplet.       |